# چارلی کاکس (بازیکن فوتبال، زاده ۱۹۰۵)
چارلی کاکس (انگلیسی: Charlie Cox; ۳۱ ژوئیهٔ ۱۹۰۵ – ۱۹۷۸ (۷۲−۷۳ سال)) بازیکن فوتبال اهل بریتانیا بود.
از باشگاه‌هایی که در آن بازی کرده‌است می‌توان به باشگاه فوتبال ساوتند یونایتد و باشگاه فوتبال وستهام یونایتد اشاره کرد.